# Tripolina
Die Tripolina bezeichnet einen Klappstuhl aus Holz mit Metalldrehgelenken und Tierhautbespannung.  Tripolina wurde von dem Engländer Joseph B. Fenby erfunden und 1881 in den USA patentiert.

## Geschichte
Der Klappstuhl Tripolina wurde vor dem Zweiten Weltkrieg von der Firma Viganò in Tripolis, Libyen gefertigt und war auf dem italienischen Markt an den Stränden als Campingstuhl von großer Stabilität bekannt. Er wurde jedoch auch von den britischen Truppen in den Kriegszügen des 19. Jahrhunderts verwendet. Der Klapprahmen bestand aus einheimischem Holz und war mit Kamel- oder Rindsleder bespannt. Tripolina war ein leichter, tragbarer Klappstuhl der flach gefaltet und gestapelt werden konnte.
Die italienische Firma Viganò kennzeichnete ihre Produkte auf der Rückseite der Häute mit ihren großen  ovalen „Paolo Viganò Tripolis“ Siegel.

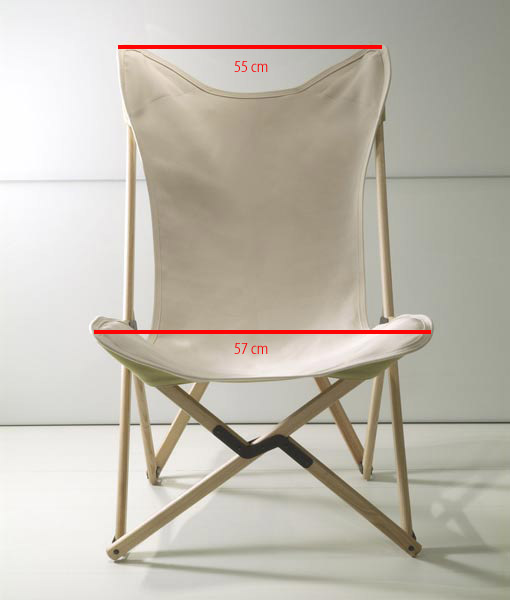
Heutige Tripolina von Magistretti

In den 1960er Jahren nahm der italienische Industriedesigner  Ludovico Magistretti die Idee wieder auf und brachte eine leichtere und stoffbespannte Tripolina Version auf den Markt.

## Vergleichbares
Ein späterer Stuhl vergleichbaren Konzepts, der Schmetterlingstuhl (Engl. Butterfly chair) von BKF, entstand 1938.